# Bronzit

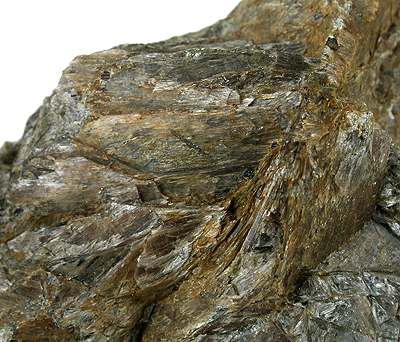
Bronzit din Maryland, SUA
(dimensiuni: 9,6 × 7,5 × 4,9 cm)

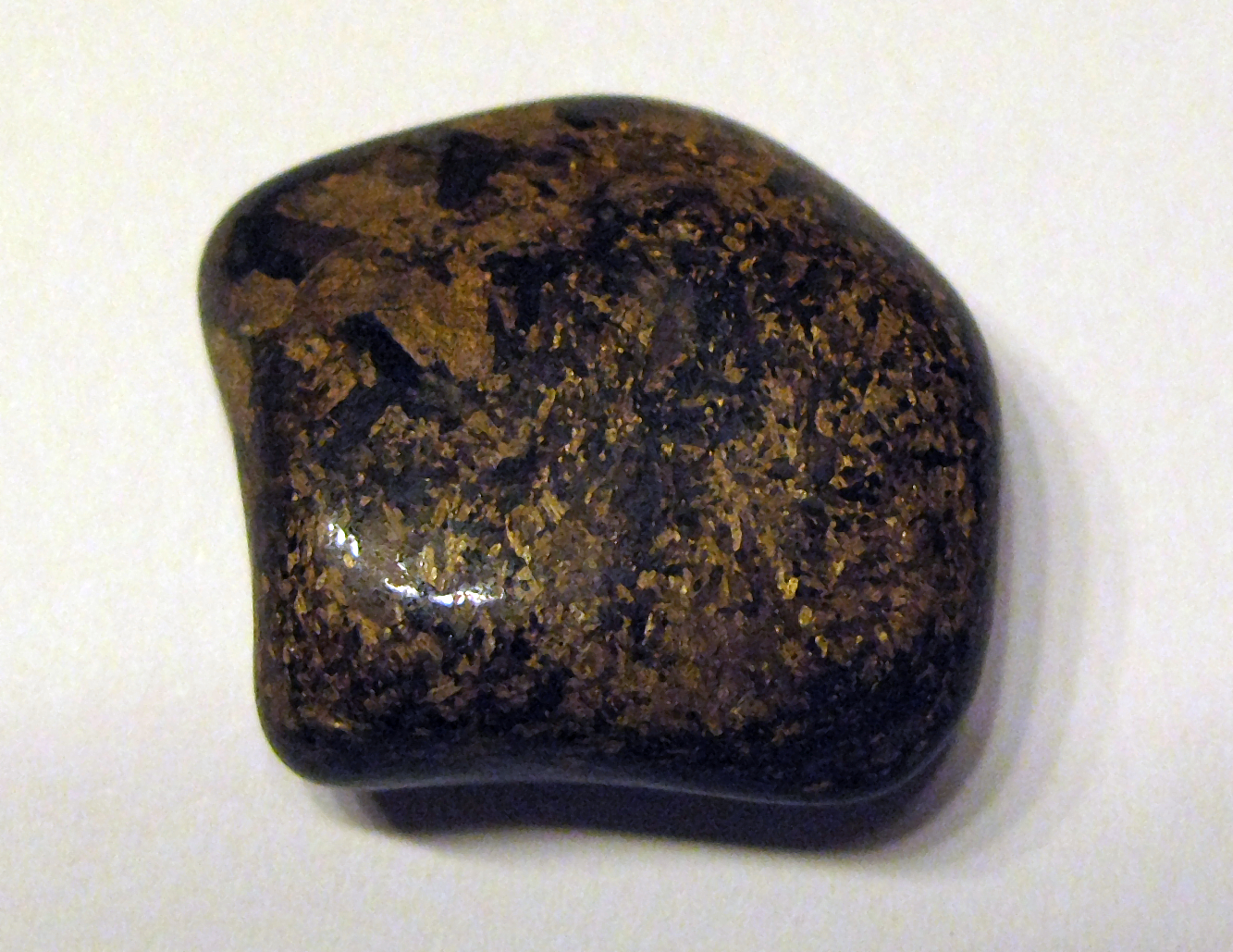
Bronzit prelucrat

Mineralul bronzit este un piroxen rombic feromagnezian cu 5 - 15% oxid de fier. Formula sa este (Mg Fe 2 + ) 2 Si 2 O 6.

## Istoric și etimologie
Numele bronzitului vine de la culoarea caracteristică a mineralului.

## Descriere
Bronzitul are o culoare galbenă-verzuie sau brună, cu luciu sticlos, uneori ca bronzul.

## Depozite
Depozite semnificative de bronzit se găsesc în Munții Harz din sudul Germaniei, în Italia, Africa de Sud, în Munții Urali din Federația Rusă, Groenlanda și Montana (SUA). 
În România se găsește în unele roci ulrabazice din Carpații Meridionali, în Munții Măcin, la Racoș, județul Brașov.

## Utilizare
Bronzitul este folosit ca piatră ornamentală sau ca piatră semiprețioasă.